# Augustin-Jean Fresnel
Augustin-Jean Fresnel (phiên âm thường gặp: Fre-nen, 1788-1827) là nhà vật lý và kỹ sư người Pháp. Năm 1808, Fresnel cùng François Arago phát hiện thấy hai chùm sáng bị phân cực theo hướng vuông góc với nhau, không giao thoa với nhau. Tiếp đó, vào năm 1816, Fresnel nêu ra luận giải toán học chặt chẽ của hiện tượng nhiễu xạ và giao thoa, giải thích chúng một cách thành công bằng lý thuyết sóng, đánh bại lý thuyết hạt ánh sáng. Ông độc lập với Thomas Young, nhà vật lý người Anh, cho rằng ánh sáng là loại sóng ngang (điều này đã nảy sinh lý thuyết ête sau này). Tuy nhiên, vào năm 1819, Siméon-Denis Poisson, một nhà vật lý người Pháp khác, đã phản đối lý thuyết về nhiễu xạ của Fresnel. Viện Hàn lâm Paris đã kêu gọi thí nghiệm để kiểm tra lại, chứng tỏ lý thuyết của Fresnel là đúng. Tiếp theo, vào năm 1821, Fresnel đã nêu ra định luật cho phép các nhà khoa học tính ra cường độ và sự phân cực của ánh sáng phản xạ và khúc xạ. Ông còn phát triển Nguyên lý Huygens-Fresnel giải thích sự truyền ánh sáng dưới dạng các sóng. Ngoài ra, Fresnle còn phát minh ra Thấu kính Fresnel dành cho các ngọn hải đăng. Tên của Augustin-Jean Fresnel được ghi trên tháp Eiffel, được đặt cho tiểu hành tinh 10111 Fresnel. Ông được chôn cất tại nghĩa trang Père-Lachaise. 